# Everestbjörk
Everestbjörk (Betula utilis) är en art i björksläktet som beskrevs av den skotske botanikern David Don 1825. Betula utilis ingår i familjen björkväxter. Arten kallas också Himalayabjörk och växer i Himalaya på upp till 4500 meters höjd över havet.
Arten förekommer från Afghanistan till Kina.

## Beskrivning
Everestbjörk är för sin region ett stort träd med äggformade, spetsiga blad ojämnt sågtandade, håriga på båda sidor och på kvistarna, med rundad bas och gråaktiga på undersidan.

## Utbredning
Everestbjörken har ett vidsträckt utbredningsområde i tempererade områden i Asien. I Kina återfinns arten i norra, centrala och sydöstra regioner samt i Inre Mongoliet och Tibet. I Centralasien finns den i länder som Kazakstan, Kirgizistan, Tadzjikistan och Uzbekistan. Den växer också i västra Asien, särskilt i Afghanistan och med betydande populationer i östra och västra Himalaya, samt i Nepal och Pakistan.

## Användning

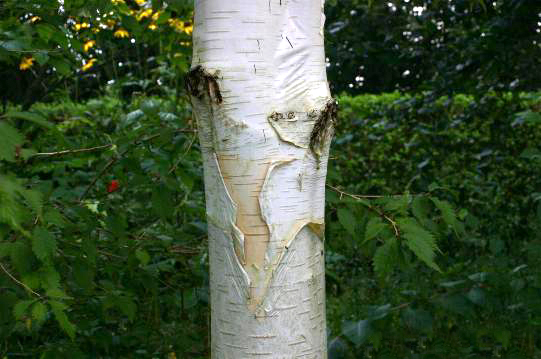
Stammen på en himalajabjörk.

Nävern från everestbjörk (Betula utilis) har i århundraden använts i Indien i stället för papper, särskilt i Kashmir-området. Användningen finns dokumenterad i text på 300- och 400-talet e. Kr. Nävern fortsatte att ha stor betydelse fram till 1500-talet när pappret introducerades av den indiske stormogulen Akbar den store.
Nävern från everestbjörken används än idag i Indien och Nepal för att skriva heliga mantran.
Artens trä brukas för olika delar av husbygget och grenarna används för mindre broar. Nävern och andra delar av barken har läkande egenskaper och de är vanligt förekommande i den traditionella asiatiska medicinen. Everestbjörkens löv ges som foder för nötkreatur.

## Status
Lokalt (till exempel i delar av Pakistan) minskade beståndet betydligt på grund av trädfällning för de olika användningsområden. Allmänt är arten inte sällsynt och den har en större utbredning. IUCN listar Everestbjörken som livskraftig (LC).

## Bildgalleri

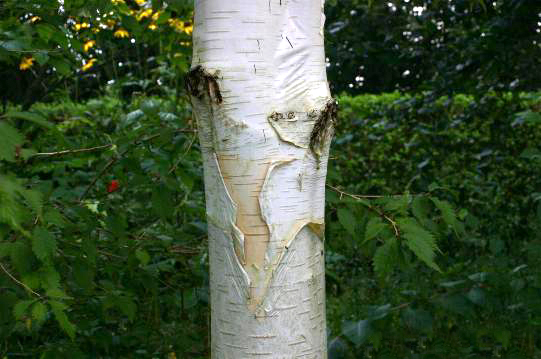
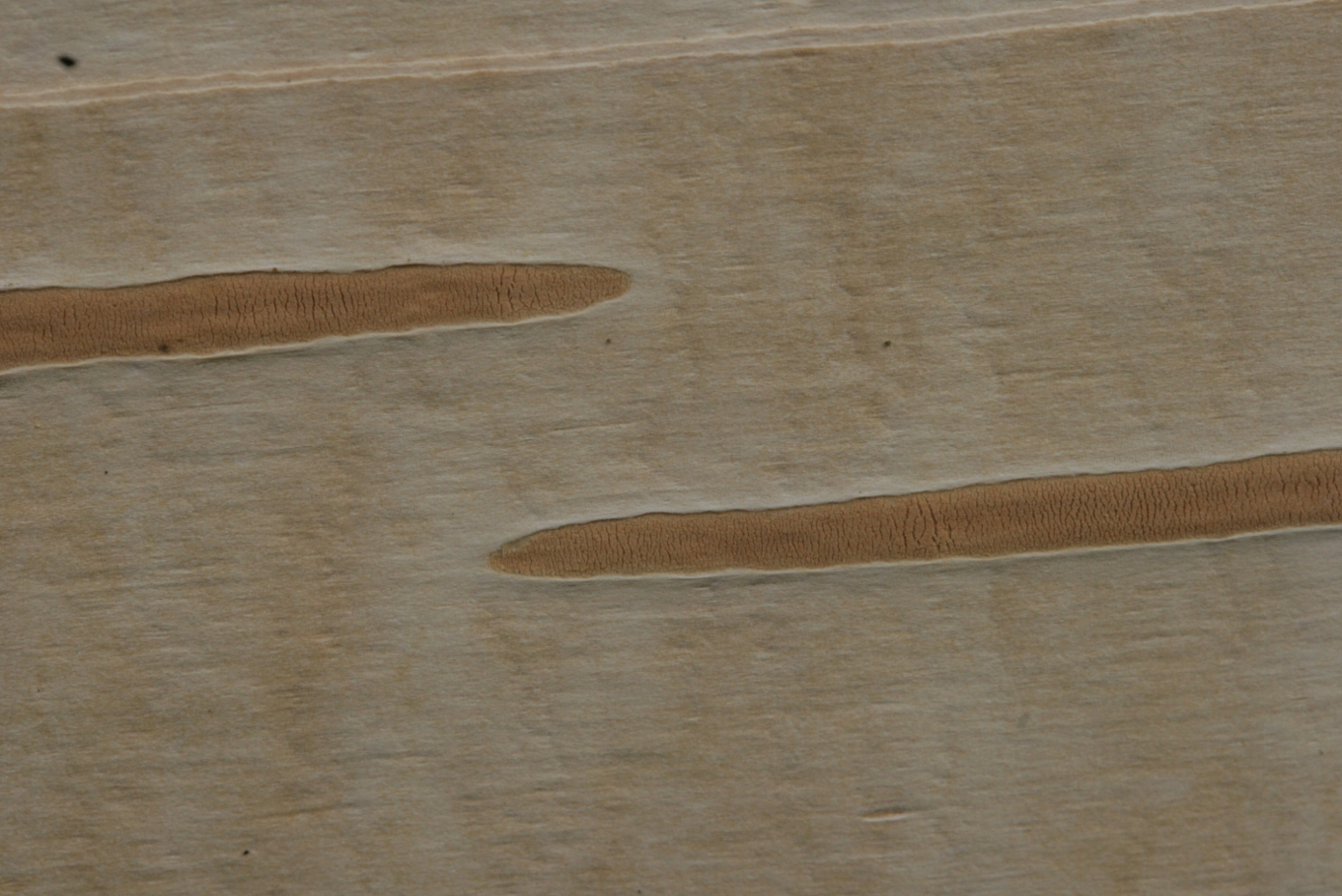
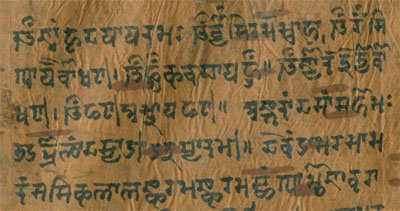
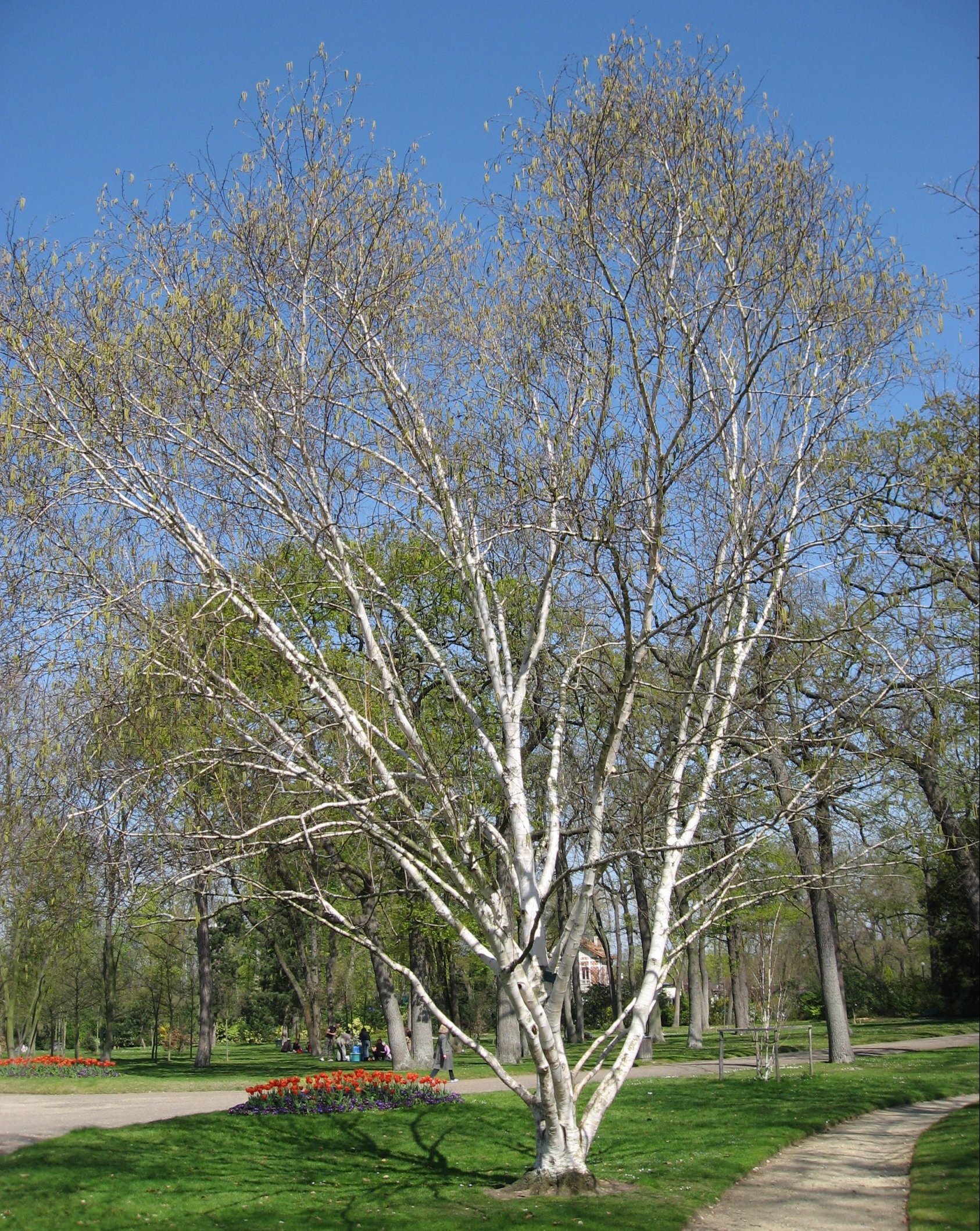

## Underarter
Arten delas in i följande underarter:
- B. u. jacquemontii
- B. u. occidentalis
- B. u. prattii
- B. u. utilis